# العلاقات الإسرائيلية الفيتنامية
العلاقات الإسرائيلية الفيتنامية هي العلاقات الثنائية التي تجمع بين إسرائيل وفيتنام.

## مقارنة بين البلدين
هذه مقارنة عامة ومرجعية للدولتين:
| وجه المقارنة                                              | إسرائيل                                                             | فيتنام           |
| --------------------------------------------------------- | ------------------------------------------------------------------- | ---------------- |
| المساحة (كم2)                                             | 20.77 ألف                                                           | 331.69 ألف       |
| عدد السكان (نسمة)                                         | 8.89 مليون                                                          | 94.66 مليون      |
| الكثافة السكانية (ن./كم²)                                 | 428.02                                                              | 285.39           |
| العاصمة                                                   | القدس                                                               | هانوي            |
| اللغة الرسمية                                             | اللغة العبرية، اللغة العربية                                        | اللغة الفيتنامية |
| العملة                                                    | شيكل إسرائيلي جديد، شيكل إسرائيلي قديم، جنيه فلسطيني، جنيه إسرائيلي | دونغ فيتنامي     |
| الناتج المحلي الإجمالي (بليون دولار)                      | 350.85 مليار                                                        | 234.19 مليار     |
| الناتج المحلي الإجمالي (تعادل القوة الشرائية) بليون دولار | 306.51 مليار                                                        | 553.42 مليار     |
| الناتج المحلي الإجمالي الاسمي للفرد دولار أمريكي          | 35.73 ألف                                                           | 2.48 ألف         |
| الناتج المحلي الإجمالي للفرد دولار أمريكي                 | 36.58 ألف                                                           | 5.63 ألف         |
| مؤشر التنمية البشرية                                      | 0.899                                                               | 0.666            |
| رمز المكالمات الدولي                                      | +972                                                                | +84              |
| رمز الإنترنت                                              | .il                                                                 | .vn              |
| المنطقة الزمنية                                           | توقيت إسرائيل، Israel Summer Time ‏                                  | ت ع م+07:00      |

## منظمات دولية مشتركة
يشترك البلدان في عضوية مجموعة من المنظمات الدولية، منها:
| علم المنظمة | اسم المنظمة                        | تاريخ انضمام إسرائيل | تاريخ انضمام فيتنام |
| ----------- | ---------------------------------- | -------------------- | ------------------- |
|             | مؤسسة التنمية الدولية              | 22 ديسمبر 1960       | 24 سبتمبر 1960      |
|             | الأمم المتحدة                      | 11 مايو 1949         | 20 سبتمبر 1977      |
|             | منظمة التجارة العالمية             | 21 أبريل 1995        | 11 يناير 2007       |
|             | منظمة الشرطة الجنائية الدولية      | ?                    | ?                   |
|             | الاتحاد الدولي للاتصالات           | 24 يونيو 1948        | 24 سبتمبر 1951      |
|             | الفريق المعني برصد الأرض           | ?                    | ?                   |
|             | البنك الدولي للإنشاء والتعمير      | 12 يوليو 1954        | 21 سبتمبر 1956      |
|             | الاتحاد البريدي العالمي            | ?                    | ?                   |
|             | مؤسسة التمويل الدولية              | 26 سبتمبر 1956       | 4 أغسطس 1967        |
|             | وكالة ضمان الاستثمار متعدد الأطراف | 21 مايو 1992         | 5 أكتوبر 1994       |
|             | يونسكو                             | 16 سبتمبر 1949       | 6 يوليو 1951        |

## وصلات خارجية
- موقع وزارة الخارجية الإسرائيلية
- موقع وزارة الخارجية الفيتنامية